# 조너선 월터스
조너선 로널드 월터스(Jonathan Ronald Walters, 1983년 9월 20일 ~ )는 아일랜드의 전 축구 선수이다. 아일랜드 국가대표로 활약했다.